# Campionato italiano femminile di hockey su ghiaccio 2000-2001
Nella stagione 2000-2001, il Campionato italiano femminile di hockey su ghiaccio prevedeva Serie A e Serie B.

## Serie A
Sei le squadre iscritte: Agordo Hockey, Eagles Ice Team Bolzano, HC Belluno Femminile, HC Lario Halloween, HC Fassa Girls e Valpellice Girls.
Le prime quattro classificate accedono ai play-off. Le altre due, avrebbero dovuto disputare la Coppa Italia con le squadre della serie B. Tuttavia queste ultime rinunciarono per motivi economici e la Coppa Italia non si disputò.

### Classifica finaleRegular Season
| Squadra    | Pt. | Vinte | Vinte Rig. | Perse Rig | Perse | GF  | GS  |
| ---------- | --- | ----- | ---------- | --------- | ----- | --- | --- |
| Agordo     | 54  | 17    | 1          | 1         | 1     | 143 | 29  |
| Bolzano    | 50  | 15    | 1          | 2         | 1     | 122 | 31  |
| Belluno    | 40  | 12    | 2          | 2         | 6     | 100 | 33  |
| Fassa      | 21  | 7     | 0          | 0         | 13    | 53  | 67  |
| Halloween  | 13  | 3     | 2          | 0         | 15    | 20  | 137 |
| Valpellice | 2   | 0     | 0          | 2         | 0     | 7   | 148 |

### Play-Off

#### Semifinali
Serie giocate al meglio delle tre gare.
```
Gara 1
 
Eagles Bolzano - Fassa     4-1
Agordo Hockey - Belluno    2-1
```

```
Gara 2

Belluno - Agordo Hockey    2-3 d.r.
Fassa - Eagles Bolzano     1-7
```

#### Finali

##### 3º/4º Posto
Serie giocata al meglio delle tre gare.
```
Gara 1
 
Fassa - Belluno  1-10
```

```
Gara 2
 
Belluno - Fassa  4-0
```

##### 1º/2º Posto
Serie giocate al meglio delle cinque gare.
```
Gara 1
 
Eagles Bolzano - Agordo Hockey 4-5 d.r.
```

```
Gara 2
 
Agordo Hockey - Eagles Bolzano 3-2 d.r.
```

```
Gara 3
 
Eagles Bolzano - Agordo Hockey 1-3
```

```
Gara 4
 
Agordo Hockey - Eagles Bolzano 3-2
```

L'Agordo Hockey vince il suo quinto scudetto.

## Serie B
Quattro le squadre iscritte, tutte altoatesine: HC Eagles Bolzano B, HC Egna Muppets, HC Crocodiles Girls Merano e SSI Vipiteno.